# Андор Хайду
Андор Хайду (на унгарски: Andor Hajdu) е унгарски футболист и треньор по футбол, водил националния отбор на България през 1948 – 1949 г.

## Биография
Като футболист играе за Вашаш. След това става заместник-председател в Комитета за физкултура и спорт на Унгария.
Поема националния отбор на България през 1948 г., като пристига по препоръка на Густав Шебеш. През това време е лектор на първата треньорска школа у нас, създадена по инициатива на Централния футболен комитет. Преподава с акцент върху популярната тогава схема WM (3-2-5), както и методология, психология на спорта и анатомия. Негов помощник е игралият в Унгария Венцеслав Ангелов.
Хайду води отбора на Балканско-централноевропейското първенство през 1948 г., като са записани престижни победи с по 1:0 над Чехословакия и Унгария. Турнирът обаче не завършва, а по време на последния изигран кръг „трикольорите“ са на трето място в групата от 7 отбора.
През 1949 г. води тима в 4 приятелски мача – записва успех над Чехословакия с 3:1, загуби от Полша (2:3) и Унгария (0:5) и нулево равенство с Албания.
През 1954 г. е част от треньорската комисия, ръководеща националния отбор на Полша. Хайду е първият чуждестранен треньор на „дружината“, като води тима в тандем с Едуард Цебула в мач с България, завършил наравно 2:2.